# Fjälltjärnen (Karlskoga socken, Värmland)
Fjälltjärnen är en sjö i Karlskoga kommun i Värmland och ingår i Göta älvs huvudavrinningsområde. Sjön är 9 meter djup, har en yta på 0,007 kvadratkilometer och är belägen 264 meter över havet.